# Distretto di Fergana
Il distretto di Fergana (usbeco Farg`ona) è uno dei 15 distretti della Regione di Fergana, in Uzbekistan. Il capoluogo è Vodil.